# Ismaila Coulibaly
Pour les articles homonymes, voir Coulibaly.
Ismaila Coulibaly, né le 25 décembre 2000 au Mali, est un footballeur international malien qui évolue au poste de milieu central au LASK.

## Biographie

### En club
Originaire du Mali, Ismaila Coulibaly rejoint la Norvège et signe un contrat de quatre ans en faveur du Sarpsborg 08 FF le 14 janvier 2019. Il joue son premier match en professionnel avec ce club, le 22 avril 2019, face au FK Bodø/Glimt, en championnat. Il entre en jeu à la place de Jørgen Strand Larsen, et les deux équipes se neutralisent (1-1). Lors de l'année 2020, il inscrit quatre buts en Eliteserien avec cette équipe.
Le 9 septembre 2020, il est recruté par le club anglais de Sheffield United, mais se voit prêté dans la foulée en Belgique et pour trois saisons au Beerschot VA, club tout juste promu en première division. Il se met en évidence en inscrivant un but dès son premier match, le 4 octobre 2020, sur la pelouse du KAA La Gantoise, en championnat. Son équipe s'incline toutefois lourdement ce jour-là par cinq buts à un. Lors de sa deuxième apparition, le 17 octobre suivant, il récidive en marquant le dernier but des siens face au K Saint-Trond VV. Cette fois, son équipe s'impose lors d'une partie riche en buts (6-3).

### En sélection
Ismaila Coulibaly est sélectionné avec l'équipe du Mali des moins de 20 ans pour participer à la Coupe d'Afrique des nations des moins de 20 ans en 2017, alors qu'il n'a pas encore 17 ans. Il joue deux matchs dans ce tournoi, pour deux entrées en jeu, mais son équipe termine à la dernière place de son groupe, et ne parvient donc pas à aller plus loin dans la compétition.
Ismaila Coulibaly honore sa première sélection avec l'équipe nationale du Mali le 28 mars 2023, contre la Gambie. Il entre en jeu à la place de Lassana Coulibaly et son équipe s'incline par un but à zéro.